# بل‌ایر (فلوریدا)
بل‌ایر (به انگلیسی: Belleair) شهرکی در شهرستان پاینلاس ایالت فلوریدا است که در سال ۱۹۲۴ بنیان‌گذاری شده‌است. این شهرک طبق سرشماری سال ۲۰۱۰ میلادی، ۳٬۸۶۹ نفر جمعیت داشته و مساحت آن نیز ۷٫۳ کیلومتر مربع است.